# Anton Lesser
Anton Lesser (Birmingham, Inglaterra,14 de febrero de 1952) es un actor británico de cine, televisión y teatro.

## Primeros años
Lesser se entrenó en la prestigiosa escuela Royal Academy of Dramatic Art "RADA", más tarde se convirtió en miembro asociado.

## Carrera
En 1984 se unió al elenco de la miniserie Freud donde interpretó al médico alemán Wilhelm Fliess.
En 1988 interpretó al historiador y autor británico A.L. Rowse en la película A Vote for Hitler.
En 1989 participó en la película Murderers Among Us: The Simon Wiesenthal Story donde interpretó a Karl, la película fue un retrato biográfico sobre Simon Wiesenthal, el famoso cazador de nazis.
En 1997 interpretó a March en la serie transmitida por la BBC radio Fatherland, en donde compartió créditos con Angeline Ball.
En el 2000 dio vida a Herodes Antipas en la película animada The Miracle Maker, en donde prestó su voz para el personaje.
En el 2001 interpretó a Milburn en el episodio «The White Knight Stratagem» de la serie Murder Rooms: Mysteries of the Real Sherlock Holmes.
En el 2002 apareció en la película Sir Gawain and the Green Knight  donde dio vida a Sir Gawain, el sobrino del rey Arturo y caballero de la mesa redonda.
En el 2003 apareció por primera vez como invitado en la serie Midsomer Murders donde dio vida a Eddie Darwin durante el episodio «Birds of Prey», más tarde apareció nuevamente en la serie ahora en el 2008 interpretando al reverendo Wallace Stone en el episodio «Talking to the Dead».
En el 2004 interpretó al famoso escritor Charles Dickens en la película London.
En el 2008 se unió al elenco de la miniserie Little Dorrit donde interpretó al señor Merdle. Ese mismo año dio vida al químico alemán Fritz Haber en la película Einstein and Eddington protagonizada por David Tennant y Andy Serkis.
En el 2009 apareció como invitado en la serie Casualty 1909 donde interpretó al neurólogo inglés Henry Head.
En el 2011 dio vida a Lord John Carteret, un cortesano británico durante la corte del rey George II en la película Pirates of the Caribbean: On Stranger Tides. 
Ese mismo año se unió al elenco de la primera temporada de la serie The Hour donde interpretó a Clarence Fendley, así como en la serie Primeval donde interpretó al misterioso Gideon Anderson, quien finalmente revela que es el padre de Matt Anderson (Ciarán McMenamin). 
En el 2012 se unió al elenco de la miniserie The Hollow Crown donde dio vida a Thomas Beaufort, Duque de Exeter, el medio hermano del rey Enrique IV (Jeremy Irons), en el 2016 Lesser interpretó nuevamente a Exeter en The Hollow Crown: The Wars of the Roses.
En el 2013 se unió al elenco recurrente de la popular serie Game of Thrones, donde dio vida al maestre Qyburn. Ese mismo año también se unió al elenco de la serie Endeavour donde interpreta al superintendente en jefe de la policía Reginald Bright, hasta ahora; y apareció en la miniserie The Escape Artist donde interpretó al abogado Richard Mayfield.
En el 2014 apareció como invitado en la primera temporada de la serie The Musketeers donde interpretó a Émile De Mauvoisin.
En el 2015 se unió al elenco principal de la miniserie Wolf Hall donde dio vida al teólogo y escritor Tomás Moro.

## Vida personal
Lesser está casado con la instructora de yoga Madeleine Lesser, la pareja tiene dos hijos Harry y Lily Lesser.

## Filmografía

### Series de televisión
| Año             | Título                            | Personaje                        | Notas                                    |
| --------------- | --------------------------------- | -------------------------------- | ---------------------------------------- |
| 2027            | Harry Potter                      | Garrick Ollivander               | Elenco invitado                          |
| 2022 - presente | 1899                              | Henry                            |                                          |
| 2022 - presente | Andor                             | Major Partagaz                   |                                          |
| 2013 - 2023     | Endeavour                         | Supt. Reginald Bright            | 32 episodios                             |
| 2021            | A Discovery of Witches            | Rabbi Loew                       | 1 episodio                               |
| 2020            | The Sandman                       | Dr. John Hathaway                | 20 episodios                             |
| 2019-2020       | The Trial of Christine Keeler     | Micahel Eddowes                  | 6 episodios                              |
| 2013 - 2019     | Game of Thrones                   | Qyburn                           | 22 episodios                             |
| 2017            | The Crown                         | Harold MacMillan                 | 8 episodios                              |
| 2017            | Will                              | Walsingham                       | 1 episodio                               |
| 2016            | Cazadores de leyendas             | Hercules                         | 1 episodio                               |
| 2015 - 2016     | Dickensian                        | Fagin                            | 15 episodios                             |
| 2012, 2016      | The Hollow Crown                  | Thomas Beaufort, Duque de Exeter | 4 episodios                              |
| 2015            | Le Donne                          | Salvatore                        | 5 episodios - miniserie                  |
| 2015            | Life in Squares                   | Dr. Hyslop                       | 2 episodios - miniserie                  |
| 2015            | Wolf Hall                         | Thomas More                      | 4 episodios - miniserie                  |
| 2014            | The Game                          | C                                | episodio # 3 - miniserie                 |
| 2014            | The Musketeers                    | Émile De Mauvoisin               | episodio "The Homecoming"                |
| 2014            | Father Brown                      | Padre Ignatius                   | episodio "The Mysteries of the Rosary"   |
| 2013            | Atlantis                          | Kyros                            | episodio "Pandora's Box"                 |
| 2013            | The Escape Artist                 | Richard Mayfield                 | 3 episodios - miniserie                  |
| 2013            | Ripper Street                     | Dr. Karl Crabbe                  | 2 episodios                              |
| 2013            | Mad Dogs                          | Alex                             | episodio # 3.1                           |
| 2013            | Spies of Warsaw                   | Doctor Lapp                      | 4 episodios - miniserie                  |
| 2012            | Secret State                      | Sir Michael Rix                  | 2 episodios - miniserie                  |
| 2011            | The Hour                          | Clarence Fendley                 | 6 episodios                              |
| 2011            | Primeval                          | Gideon Anderson                  | 5 episodios                              |
| 2010            | Primeval: Webisodes               | Gideon Anderson                  | episodio web - miniserie                 |
| 2010            | Garrow's Law                      | John Farmer                      | 4 episodios                              |
| 2010            | Five Daughters                    | Dr. Nat Cary                     | 2 episodios - miniserie                  |
| 2010            | Holby City                        | Sol Caplin                       | episodio "Faith No More"                 |
| 2009            | Casualty 1909                     | Dr. Henry Head                   | 4 episodios                              |
| 2008            | Little Dorrit                     | Mr. Merdle                       | 9 episodios - miniserie                  |
| 2008            | Agatha Christie's Poirot          | Inspector Kelsey                 | episodio "Cat Among the Pigeons"         |
| 2003; 2008      | Midsomer Murders                  | Eddie Darwin/Rev. Wallace Stone  | 2 episodios                              |
| 2008            | The Palace                        | Arzobispo de Canterbury          | 2 episodios                              |
| 2008            | Messiah: The Rapture              | Samuel Waite                     | miniserie                                |
| 2006            | A Touch of Frost                  | Dennis Prior                     | episodio "Endangered Species"            |
| 2006            | New Tricks                        | Pete Mackintyre                  | episodio "Bank Robbery"                  |
| 2006            | Dalziel and Pascoe                | Paul Goodman                     | 2 episodios                              |
| 2006            | Vital Signs                       | Doctor Lindsay                   | 4 episodios                              |
| 2005            | Nova                              | Voltaire                         | episodio "E=mc²: Einstein's Big Idea"    |
| 2004            | Spooks                            | Nicholas Ashworth                | episodio # 3.4                           |
| 2004            | Silent Witness                    | Marcus Gwilym                    | 2 episodios                              |
| 2002            | Foyle's War                       | Austin Carmichael                | episodio "Eagle Day"                     |
| 2002            | Waking the Dead                   | Prof. Ray Levin                  | 2 episodios                              |
| 2002            | Dickens                           | Charles Dickens                  | 3 episodios                              |
| 2001            | Swallow                           | Paul Valley                      | 3 episodios                              |
| 2001            | Murder Rooms                      | Milburn                          | episodio "The White Knight Stratagem"    |
| 2001            | Perfect Strangers                 | Stephen                          | 3 episodios - miniserie                  |
| 2000            | The Scarlet Pimpernel             | Antoine Picard                   | episodio "Friends & Enemies"             |
| 2000            | Safe as Houses                    | Mr. Dunn                         | -                                        |
| 1999            | Pure Wickedness                   | Dr. Andrew Ward                  | episodio # 1.1                           |
| 1998            | The Echo                          | Billy Blake                      | 2 episodios                              |
| 1998            | Vanity Fair                       | Mr. Pitt Crawley                 | 5 episodios - miniserie                  |
| 1998            | Invasion: Earth                   | Lt. Charles Terrell              | 4 episodios - miniserie                  |
| 1997            | Bodyguards                        | Dusan Mesic                      | episodio "A Choice of Evils"             |
| 1996            | Testament: The Bible in Animation | Joseph                           | episodio "Joseph"                        |
| 1996            | Sharman                           | Galilee                          | episodio # 1.4                           |
| 1995            | Bugs                              | Patrick Marcel                   | episodio "Pulse"                         |
| 1995            | The Politician's Wife             | Mark Hollister                   | 3 episodios - miniserie                  |
| 1994            | Shakespeare: The Animated Tales   | Leontes                          | episodio "The Winter's Tale" - miniserie |
| 1992            | Downtown Lagos                    | Mungo Dawson                     | 3 episodios - miniserie                  |
| 1991            | Strauss Dynasty                   | Levi                             | episodio # 1.1 - miniserie               |
| 1988            | Screen Two                        | Stanley Spencer                  | episodio "Stanley Spencer"               |
| 1987            | London Embassy                    | Robert Bronhouse                 | episodio "Tomb with a View" - miniserie  |
| 1987            | Great Performances                | Ladrón                           | episodio "Monsignor Quixote"             |
| 1985            | Anna of the Five Towns            | Willie Price                     | 2 episodios - miniserie                  |
| 1984            | Freud                             | Wilhelm Fleiss                   | 5 episodios - miniserie                  |
| 1982            | Crown Court                       | -                                | episodio "Fair Play: Part 1"             |
| 1979            | Oresteia                          | Orestes                          | 3 episodios - miniserie                  |
| 1979            | The Mill on the Floss             | Philip Wakem                     | 6 episodios - miniserie                  |

### Películas
| Año  | Título                                         | Personaje          | Notas                                                                                                |
| ---- | ---------------------------------------------- | ------------------ | --- |
| 2017 | On Chesil Beach                                | Reverend Woollett  | junto a Saoirse Ronan, Billy Howle, Emily Watson, Anne-Marie Duff, Samuel Westm y Adrian Scarborough |
| 2013 | Closer to the Moon                             | Holban             | junto a Vera Farmiga, Mark Strong, Harry Lloyd, Joe Armstrong y Allan Corduner                       |
| 2012 | The Scapegoat                                  | Padre McReady      | junto a Matthew Rhys, Eileen Atkins, Jodhi May, Andrew Scott y Sheridan Smith                        |
| 2012 | The Lady                                       | Profesor Finnis    | junto a Michelle Yeoh, David Thewlis, Benedict Wong y Susan Wooldridge                               |
| 2011 | Flutter                                        | Bruno              | junto a Joe Anderson, Billy Zane, Laura Fraser, Luke Evans y Max Brown                               |
| 2011 | The Man who Crossed Hitler                     | Rudolf Olden       | junto a Ed Stoppard, Ian Hart, Bill Paterson, Sarah Smart, John Hollingworth y Ronan Vibert          |
| 2011 | Pirates of the Caribbean: On Stranger Tides    | Lord John Carteret | junto a Johnny Depp, Penélope Cruz, Geoffrey Rush, Ian McShane, Kevin McNally y Sam Claflin          |
| 2009 | Deep Sleep                                     | -                  | corto - junto a Anna Bolton, Amy Cudden y Stephen Fawkes                                             |
| 2008 | Einstein and Eddington                         | Fritz Haber        | junto a David Tennant, Richard McCabe, Rebecca Hall, Jim Broadbent y Andy Serkis                     |
| 2006 | Miss Potter                                    | Harold Warne       | junto a Renée Zellweger, Ewan McGregor, Emily Watson, Bill Paterson y David Bamber                   |
| 2006 | The Outsiders                                  | Maurice Heston     | junto a Ben Crompton, Niall Greig Fulton, Martin Potter, Colin Salmon y Brian Cox                    |
| 2005 | Class of '76                                   | Martin Gibson      | junto a Robert Carlyle, Daniel Mays, Claire Skinner, Robert Glenister y Sean Gallagher               |
| 2005 | River Queen                                    | Baine              | junto a Samantha Morton, Kiefer Sutherland, Cliff Curtis, Temuera Morrison y Stephen Rea             |
| 2005 | E=mc²                                          | Voltaire           | junto a Alex Macqueen, Aidan McArdle, Richard Mulholland y Ty Glaser                                 |
| 2005 | The Girl in the Café                           | George             | junto a Bill Nighy, Kelly Macdonald, Paul Ritter y Ken Stott                                         |
| 2005 | Ahead of the Class                             | Graham Ranger      | junto a Julie Walters, Michelle Fairley, Inday Ba, Tony Slattery, Hannah Yelland y Adrian Rawlins    |
| 2004 | Dirty Filthy Love                              | Charles            | junto a Michael Sheen, Adrian Bower, Anastasia Griffith, Elliot Cowan y Shirley Henderson            |
| 2004 | London                                         | Charles Dickens    | junto a Jim Carter, Tom Hollander, Philip Jackson, Derek Jacobi, Alex Jennings y Natalie Cassidy     |
| 2003 | Eroica                                         | Sukowaty           | junto a Jack Davenport, Leo Bill, Ian Hart, Tim Pigott-Smith, Robert Glenister y Joseph Morgan       |
| 2003 | Imagining Argentina                            | General Guzmán     | junto a Irene Escolar, Fernando Tielve, Antonio Banderas, Emma Thompson y María Canals               |
| 2003 | Y Mabinogi                                     | Teyrnon            | junto a Daniel Evans, Matthew Rhys, Ioan Gruffudd, Paul McGann y Richard Mylan                       |
| 2003 | Danielle Cable: Eyewitness                     | Batten             | junto a Joanne Froggatt, Bill Paterson, Lindsey Coulson, Jamie Foreman y Nigel Terry                 |
| 2002 | The Project                                    | Stanley Hall       | junto a Matthew Macfadyen, Naomie Harris, Paloma Baeza y James Frain                                 |
| 2002 | Sir Gawain and the Green Knight                | Sir Gawain         | junto a James D'Arcy, Samantha Spiro y Ronan Vibert                                                  |
| 2001 | Charlotte Gray                                 | Renech             | junto a Cate Blanchett, James Fleet, Rupert Penry-Jones y Tom Goodman-Hill                           |
| 2001 | Uprising                                       | Nathan Lensky      | junto a Leelee Sobieski, Hank Azaria, David Schwimmer, Jon Voight y Donald Sutherland                |
| 2001 | Jack and the Beanstalk: The Real Story         | Vidas Merlinis     | junto a Matthew Modine, Vanessa Redgrave, Mia Sara, Daryl Hannah y Jon Voight                        |
| 2000 | Lorna Doone                                    | Consejero Doone    | junto a Richard Coyle, Aidan Gillen, Ruth Sheen, Barbara Flynn, Peter Vaughan y Joanne Froggatt      |
| 2000 | Esther Kahn                                    | Sean               | junto a Summer Phoenix, Ian Holm, Akbar Kurtha, Frances Barber y Paul Ritter                         |
| 2000 | The Miracle Maker                              | Herodes            | junto a Ralph Fiennes, Ian Holm, William Hurt, Tim McInnerny, Alfred Molina y Miranda Richardson     |
| 1999 | Trial by Fire                                  | Brian Redwood      | junto a Juliet Stevenson, Jonathan Coy, Jim Carter y Lynn Farleigh                                   |
| 1997 | The Moonstone                                  | Ezra Jennings      | junto a Greg Wise, Keeley Hawes, Peter Vaughan y Patricia Hodge                                      |
| 1997 | Into the Blue                                  | Dr. John Ockleton  | junto a John Thaw, Kevork Malikyan, Matthew Marsh, Andreas Karras y George Savvides                  |
| 1997 | FairyTale: A True Story                        | Corporal Herido    | junto a Harvey Keitel, Peter O'Toole, John Bradley, Anna Chancellor y Paul McGann                    |
| 1995 | Moses                                          | Eliav              | junto a Ben Kingsley, Frank Langella, Christopher Lee, Enrico Lo Verso y David Suchet                |
| 1994 | Guinevere                                      | Envoy              | junto a Sheryl Lee, Sean Patrick Flanery, Noah Wyle, James Faulkner y Donald Pleasence               |
| 1990 | Traitors                                       | -                  | junto a Geoffrey Hutchings, Tim Woodward y David Chittenden                                          |
| 1989 | Murderers Among Us: The Simon Wiesenthal Story | Karl               | junto a Ben Kingsley, Renée Soutendijk, Craig T. Nelson, Jack Shepherd y David Threlfall             |
| 1988 | Twelfth Night, or What You Will                | Feste              | junto a Frances Barber, Richard Briers, Shaun Prendergast y James Simmons                            |
| 1988 | A Vote for Hitler                              | A.L. Rowse         | junto a Owen Brenman, Elizabeth Carling, Peter Cellier, James Coombes y Sylvestra Le Touzel          |
| 1985 | The Assam Garden                               | Mr. Sutton         | junto a Deborah Kerr, Madhur Jaffrey, Alec McCowen y Zia Mohyeddin                                   |
| 1984 | Sakharov                                       | Valery Chalidze    | junto a Jason Robards, Glenda Jackson, Nicol Williamson, Frank Finlay y Jim Norton                   |
| 1983 | Good and Bad at Games                          | Cox                | junto a Dominic Jephcott, Graham Seed, Philip Goodhew y Rupert Graves                                |
| 1982 | The Missionary                                 | Joven Hombre       | junto a Michael Palin, Maggie Smith, Trevor Howard, Denholm Elliott y Michael Hordern                |
| 1982 | King Lear                                      | Egdar              | junto a John Shrapnel, Michael Kitchen, Michael Hordern, Brenda Blethyn y Penelope Wilton            |
| 1981 | Troilus & Cressida                             | Troilus            | junto a Charles Gray, Vernon Dobtcheff, Suzanne Burden, Max Harvey y John Shrapnel                   |
| 1981 | The Cherry Orchard                             | Trofimov           | junto a Judi Dench, Bill Paterson, Harriet Walter y Timothy Spall                                    |

### Teatro
| Año       | Obra                                  | Personaje            | Director        | Teatro              | Notas                                                      |
| --------- | ------------------------------------- | -------------------- | --------------- | ------------------- | ---------------------------------------------------------- |
| 2009      | A House Not Meant to Stand            | -                    | Jamie Lloyd     | Warehouse Theatre   | junto a Alun Armstrong, Felicity Jones y Tom Riley         |
| 2009      | A Doll's House                        | Dr. Rank             | Kfir Yefet      | Warehouse Theatre   | junto a Gillian Anderson, Chris Eccleston y Toby Stephens  |
| 2008      | The Vertical Hour                     | Oliver Lucas         | -               | Royal C. Theatre    | -                                                          |
| 2006      | The Winter's Tale                     | Leontes              | -               | -                   | -                                                          |
| 2005      | Julius Caesar                         | Marcus Brutus        | Deborah Warner  | Barbican Theatre    | junto a Ralph Fiennes, John Shrapnel y Fiona Shaw          |
| 2003      | Cymbeline                             | Iachomo              | -               | -                   | -                                                          |
| 2002      | The Lucky Ones                        | Leo Black            | -               | Hamptead Theatre    | junto a Margot Leicester, David Horovitch y Kelly Hunter   |
| 1999      | Private Lives                         | Elyot                | Philip Franks   | Lyttelton Theatre   | junto a Juliet Stevenson y Dominic Rowan                   |
| 1997      | Art                                   | Serge                | -               | Wyndham's Theatre   | junto a Albert Finney, Tom Courtenay y Mark Williams       |
| 1994      | The Birthday Party                    | -                    | Sam Mendes      | Royal N. Theatre    | junto a Bob Peck, Dora Bryan y Nicholas Woodeson           |
| 1992-1993 | The Taming of the Shrew               | Petruchio            | Bill Alexander  | RSC Theatre         | junto a Amanda Harris, John McAndrew y Richard McCabe      |
| 1992      | The Merry Wives of Windsor            | Frank Ford           | -               | RSC Theatre         | -                                                          |
| 1990-1991 | Two Shakespearean Actors              | Edwin Forrest        | Roger Mitchell  | The Pit Theatre     | junto a Paul Jesson, Ciarán Hinds y Yolanda Vazquez        |
| 1990      | Richard II                            | Henry Bullingbrook   | Ron Daniels     | Barbican Theatre    | junto a Alex Jennings, Paul Jesson y Valentina Yakunina    |
| 1988-1989 | The Plantagenets                      | Henry VI/Richard III | Adrian Noble    | RSC Theatre         | junto a Ralph Fiennes, David Calder y David Morrissey      |
| 1987      | Twelfth Night                         | -                    | Kenneth Branagh | Renaissance Theatre | junto a Frances Barber, Richard Briers y Shaun Prendergast |
| 1985-1986 | Troilus and Cressida                  | Troilus              | Howard Davies   | RSC Theatre         | junto a Juliet Stevenson, Alan Rickman y Alun Armstrong    |
| 1984      | Kissing God                           | -                    | Phil Young      | Hampstead Theatre   | junto a Kate Lock, David Bamber y Feroza Syal              |
| 1982      | Hamlet                                | Hamlet               | Jonathan Miller | Warehouse Theatre   | junto a John Shrapnel, Ken Stott y Philip Locke            |
| 1981      | The Fool                              | -                    | Howard Davies   | Warehouse Theatre   | junto a James Hazeldine, John Carlisle y Rob Edwards       |
| 1980-1981 | Romeo and Juliet                      | Romeo                | Ron Daniels     | RSC Theatre         | junto a Judy Buxton, Jonathan Hyde y Brenda Bruce          |
| 1978      | The Sons of Light                     | -                    | Ron Daniels     | Warehouse Theatre   | junto a Nigel Terry, John Rhys-Davies y David Threlfall    |
| 1977-1978 | Henry IV Part III                     | -                    | Terry Hands     | RST Theatre         | junto a Alan Howard, Helen Mirren y Emrys James            |
| 1977-1978 | Henry IV Part II                      | -                    | Terry Hands     | RST Theatre         | junto a Alan Howard, Helen Mirren y Emrys James            |
| 1977-1978 | Henry IV Part I                       | -                    | Terry Hands     | RST Theatre         | junto a Alan Howard, Helen Mirren y Emrys James            |
| -         | Absolute Hell                         | -                    | -               | -                   | -                                                          |
| -         | An Enemy of the People                | -                    | -               | -                   | -                                                          |
| -         | A Little Night Music                  | -                    | -               | -                   | -                                                          |
| -         | Angels in America                     | -                    | -               | -                   | -                                                          |
| -         | Alice's Adventures Underground        | -                    | -               | -                   | -                                                          |
| -         | Baby Doll                             | -                    | -               | -                   | -                                                          |
| -         | Battle Royal                          | -                    | -               | -                   | -                                                          |
| -         | Betrayal                              | -                    | -               | -                   | -                                                          |
| -         | Blinded by the Sun                    | -                    | -               | -                   | -                                                          |
| -         | Blue Remembered Hills                 | -                    | -               | -                   | -                                                          |
| -         | Brassed Off                           | -                    | -               | -                   | -                                                          |
| -         | Broken Glass                          | -                    | -               | -                   | -                                                          |
| -         | Candide                               | -                    | -               | -                   | -                                                          |
| -         | Cyrano                                | -                    | -               | -                   | -                                                          |
| -         | Copenhagen                            | -                    | -               | -                   | -                                                          |
| -         | Cleo Camping Emmanuelle and Dick      | -                    | -               | -                   | -                                                          |
| -         | Closer                                | -                    | -               | -                   | -                                                          |
| -         | Dealer's Choice                       | -                    | -               | -                   | -                                                          |
| -         | Death of a Salesman                   | -                    | -               | -                   | -                                                          |
| -         | Elsinore                              | -                    | -               | -                   | -                                                          |
| -         | El Cid                                | -                    | -               | -                   | -                                                          |
| -         | Fair Ladies at A Game of Cards        | -                    | -               | -                   | -                                                          |
| -         | Frogs                                 | -                    | -               | -                   | -                                                          |
| -         | Geometry of Miracles                  | -                    | -               | -                   | -                                                          |
| -         | Guiding Star                          | -                    | -               | -                   | -                                                          |
| -         | Guys and Dolls                        | -                    | -               | -                   | -                                                          |
| -         | Haroun and Other Stories              | -                    | -               | -                   | -                                                          |
| -         | Honk! The Ugly Duckling               | -                    | -               | -                   | -                                                          |
| -         | John Gabriel Borkman                  | -                    | -               | -                   | -                                                          |
| -         | Johnny On the Spot                    | -                    | -               | -                   | -                                                          |
| -         | La Grande Magia                       | -                    | -               | -                   | -                                                          |
| -         | Landscape                             | -                    | -               | -                   | -                                                          |
| -         | Leave Taking                          | -                    | -               | -                   | -                                                          |
| -         | Les parents terribles                 | -                    | -               | -                   | -                                                          |
| -         | Light                                 | -                    | -               | -                   | -                                                          |
| -         | Light Shining in Buckinghamshire      | -                    | -               | -                   | -                                                          |
| -         | Mary Stuart                           | -                    | -               | -                   | -                                                          |
| -         | Money                                 | -                    | -               | -                   | -                                                          |
| -         | Mother Courage and Her Children       | -                    | -               | -                   | -                                                          |
| -         | Mutabilitie                           | -                    | -               | -                   | -                                                          |
| -         | Not About Nightingales                | -                    | -               | -                   | -                                                          |
| -         | Oklahoma!                             | -                    | -               | -                   | -                                                          |
| -         | Othello                               | -                    | -               | -                   | -                                                          |
| -         | Our Lady of Sligo                     | -                    | -               | -                   | -                                                          |
| -         | Out of a House Walked a Man           | -                    | -               | -                   | -                                                          |
| -         | Peter Pan                             | -                    | -               | -                   | -                                                          |
| -         | Pericles                              | -                    | -               | -                   | -                                                          |
| -         | Private Lives                         | -                    | -               | -                   | -                                                          |
| -         | Racing Demon                          | -                    | -               | -                   | -                                                          |
| -         | Rose                                  | -                    | -               | -                   | -                                                          |
| -         | Rosencrantz and Guildenstern Are Dead | -                    | -               | -                   | -                                                          |
| -         | Rutherford & Son                      | -                    | -               | -                   | -                                                          |
| -         | Sleep with Me                         | -                    | -               | -                   | -                                                          |
| -         | Skylight                              | -                    | -               | -                   | -                                                          |
| -         | Sparkleshark                          | -                    | -               | -                   | -                                                          |
| -         | Stanley                               | -                    | -               | -                   | -                                                          |
| -         | Summerfolk                            | -                    | -               | -                   | -                                                          |
| -         | Sweet Bird of Youth                   | -                    | -               | -                   | -                                                          |
| -         | The Blue Ball                         | -                    | -               | -                   | -                                                          |
| -         | The Colleen Dawn                      | -                    | -               | -                   | -                                                          |
| -         | The Children's Hour                   | -                    | -               | -                   | -                                                          |
| -         | The Cripple of Inishmaan              | -                    | -               | -                   | -                                                          |
| -         | The Day I Stood Still                 | -                    | -               | -                   | -                                                          |
| -         | The Designated Mourner                | -                    | -               | -                   | -                                                          |
| -         | The Devil's Disciple                  | -                    | -               | -                   | -                                                          |
| -         | The Ends of the Earth                 | -                    | -               | -                   | -                                                          |
| -         | The Forest                            | -                    | -               | -                   | -                                                          |
| -         | Two Gentlemen of Verona               | -                    | -               | -                   | -                                                          |
| -         | The Homecoming                        | -                    | -               | -                   | -                                                          |
| -         | The Invention of Love                 | -                    | -               | -                   | -                                                          |
| -         | The Island                            | -                    | -               | -                   | -                                                          |
| -         | The London Cuckolds                   | -                    | -               | -                   | -                                                          |
| -         | The Man Who                           | -                    | -               | -                   | -                                                          |
| -         | The Machine Wreckers                  | -                    | -               | -                   | -                                                          |
| -         | The Merchant of Venice                | -                    | -               | -                   | -                                                          |
| -         | The Mysteries                         | -                    | -               | -                   | -                                                          |
| -         | The Oedipus Plays                     | -                    | -               | -                   | -                                                          |
| -         | The Oresteia                          | -                    | -               | -                   | -                                                          |
| -         | The Prime of Miss Jean Brodie         | -                    | -               | -                   | -                                                          |
| -         | The Red Balloon                       | -                    | -               | -                   | -                                                          |
| -         | The Riot                              | -                    | -               | -                   | -                                                          |
| -         | The Seagull                           | -                    | -               | -                   | -                                                          |
| -         | The Seven Streams of The River Ota    | -                    | -               | -                   | -                                                          |
| -         | The Villains Opera                    | -                    | -               | -                   | -                                                          |
| -         | The Way of the World                  | -                    | -               | -                   | -                                                          |
| -         | Two Weeks with the Queen              | -                    | -               | -                   | -                                                          |
| -         | The Wind in the Willows               | -                    | -               | -                   | -                                                          |
| -         | Troilus and Cressida                  | -                    | -               | -                   | -                                                          |
| -         | Under Milk Wood                       | -                    | -               | -                   | -                                                          |
| -         | Violin Time                           | -                    | -               | -                   | -                                                          |
| -         | Volpone                               | -                    | -               | -                   | -                                                          |
| -         | War and Peace                         | -                    | -               | -                   | -                                                          |
| -         | Widowers' Houses                      | -                    | -               | -                   | -                                                          |
| -         | Wild Oats                             | -                    | -               | -                   | -                                                          |
| -         | Women of Troy                         | -                    | -               | -                   | -                                                          |
| -         | What the Butler Saw                   | -                    | -               | -                   | -                                                          |

## Premios y nominaciones
| Año  | Categoría            | Premio      | Serie     | Resultado |
| ---- | -------------------- | ----------- | --------- | --------- |
| 2016 | Best Suporting Actor | BAFTA Award | Wolf Hall | Nominado  |